# Salix daguanensis
Salix daguanensis ist ein Strauch aus der Gattung der Weiden (Salix) mit 4 bis 8 Zentimeter langen Blattspreiten. Das natürliche Verbreitungsgebiet der Art liegt in China.

## Beschreibung
Salix daguanensis ist ein bis zu 2 Meter hoher Strauch. Junge Zweige sind an der Spitze braun behaart. Die Knospen sind groß, lang ellipsoid und ebenfalls braun behaart. Die Laubblätter haben einen 6 bis 10 Millimeter langen Blattstiel. Die Blattspreite ist länglich-lanzettlich, 4 bis 8 Zentimeter lang und 1,2 bis 2,4 Zentimeter breit. Der Blattrand ist undeutlich drüsig gesägt, die Blattbasis ist breit keilförmig bis mehr oder weniger gerundet. Beide Blattseiten sind anfangs leicht seidig behaart, ältere Blätter zeigen nur auf der Unterseite eine feine Behaarung entlang der Mittelrippe. Die Blattadern der Unterseite sind vorstehend. Die Blattoberseite ist grün.
Die Blütenstände sind dünne, stielrunde, 3 bis 7 Zentimeter lange und etwa 4 Millimeter durchmessende Kätzchen. Der Blütenstandsstiel ist bis zu 1,5 Millimeter lang, kann aber manchmal auch fehlen. Er trägt zwei oder drei Blättchen. Die Blütenstandsachse ist fein behaart. Die Tragblätter sind gelb, länglich und haben eine abgerundete Spitze und einen weiß zottig behaarten Blattrand. Männliche Blüten haben meist zwei, selten nur eine ganzrandige oder zweigeteilte Nektardrüse. Es werden meist zwei selten drei Staubblätter gebildet. Die Staubfäden stehen frei und sind auf der Unterseite fein weiß behaart und etwa doppelt so lang wie die Tragblätter. Weibliche Blüten haben eine adaxiale Nektardrüse. Der Fruchtknoten ist eiförmig-konisch, unbehaart und sitzend. Der Griffel ist zweigeteilt und etwa 1 Millimeter lang, die Narbe ist zweilappig. Salix daguanensis blüht erst nach dem Blattaustrieb von Juli bis August, die Früchte reifen im Oktober.

## Vorkommen
Das natürliche Verbreitungsgebiet liegt in der chinesischen Provinz Yunnan in den Kreisen Daguan und Yiliang. Salix daguanensis wächst in den Bergen in Höhen von 1700 bis 2000 Metern.

## Systematik
Salix daguanensis ist eine Art aus der Gattung der Weiden (Salix) in der Familie der Weidengewächse (Salicaceae). Dort wird sie der Sektion Denticulatae zugeordnet. Sie wurde erst 1987 von Mao Pin I und He Pi Xu in den Acta Botanica Yunnanica wissenschaftlich beschrieben. Synonyme der Art sind nicht bekannt.

## Nachweise